# Wiktor Nikolajewitsch Bondarew

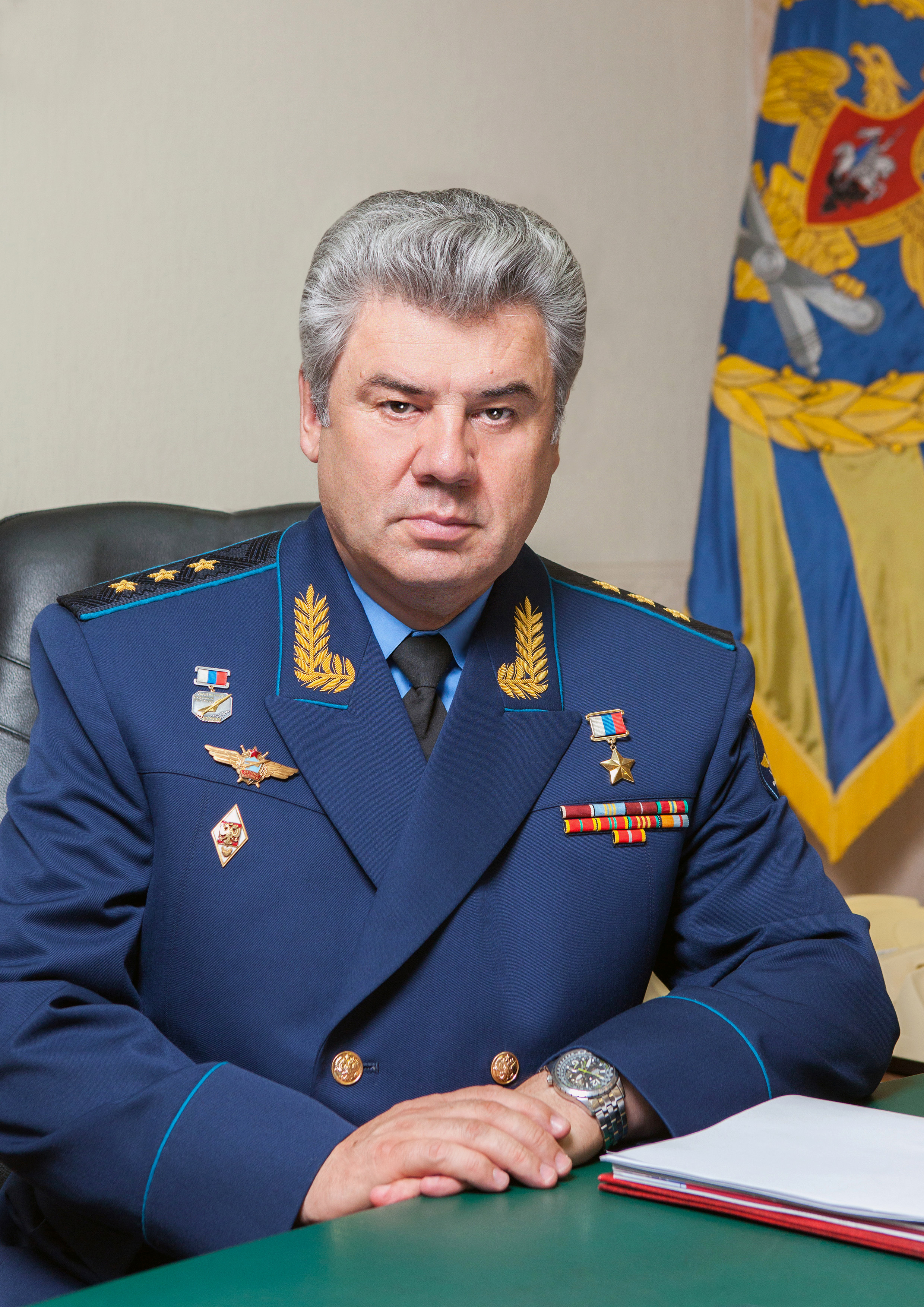
Wiktor Bondarew (2012)

Wiktor Nikolajewitsch Bondarew (russisch Виктор Николаевич Бондарев; * 7. Dezember 1959 in Nowobogorodizkoje, Oblast Woronesch) ist ein russischer Generaloberst und war von August 2015 bis September 2017 Oberkommandierender der Luft- und Weltraumkräfte. Von 2012 bis 2015 war er Oberkommandierender der russischen Luftstreitkräfte.

## Leben
Bondarew beendete 1977 die Mittelschule und absolvierte 1981 die Tschkalow-Militärfliegerhochschule in Borissoglebsk. Anschließend diente er als Fluglehrer und Schwarmkommandeur an der Tschkalow-Militärfliegerhochschule. Er wurde später als Navigator und Staffelkommandeur in einem Fliegerausbildungszentrum eingesetzt. In den 1980er-Jahren war er Teilnehmer des Afghanistankrieges. 1992 absolvierte er die Militärakademie der Luftstreitkräfte „J. A. Gagarin“, diente dann als Staffelkommandeur und von September 1996 bis Oktober 2000 als Kommandeur des 899. Gardejagdfliegerregimentes der 105. Gemischten Fliegerdivision der 16. Armee der Luftstreitkräfte in Borissoglebsk. Bondarew nahm im Ersten Tschetschenienkrieg an über 100 und im Zweiten Tschetschenienkrieg an über 300 Kampfeinsätzen teil. Auf Erlass Nr. 709 des russischen Präsidenten vom 21. April 2000 wurde ihm für seinen Einsatz in beiden Kriegen die Auszeichnung Held der Russischen Föderation verliehen.
2004 absolvierte er die Militärakademie des Generalstabes der Streitkräfte der Russischen Föderation in Moskau. Ab dem Jahr 2000 war er zunächst Stellvertreter des Kommandeurs der 105. Gemischten Fliegerdivision und ab 2004 deren Kommandeur. Bondarew wurde 2005 zum Generalmajor ernannt, diente ab Mai 2006 als Stellvertreter des Kommandeurs und ab Juni 2008 als Kommandeur der 14. Armee der Luftstreitkräfte in Nowosibirsk. Vom 17. Juli 2009 bis 15. Juli 2011 fand er als Stellvertreter des Oberkommandierenden und anschließend bis zum 6. Mai 2012 als Stabschef und 1. Stellvertreter des Oberkommandierenden der russischen Luftstreitkräfte Verwendung. Ab Mai 2012 war er Oberkommandierender der Russischen Luftstreitkräfte und wurde in dieser Funktion am 9. August 2012 zum Generalleutnant sowie am 11. August 2014 zum Generaloberst befördert. Am 1. August 2015 wurde er als Kommandeur der neu gegründeten Luft- und Weltraumtruppen eingesetzt. Am 26. September 2017 wurde Bondarew von Präsident Wladimir Putin mit sofortiger Wirkung aus dem Militärdienst entlassen. Er wurde daraufhin zum Ausschussvorsitzenden des Föderationsrates für Verteidigung und Sicherheit gewählt.

## Auszeichnungen
- Orden „Für den Dienst am Vaterland in den Streitkräften der UdSSR“ 3. Klasse
- Tapferkeitsorden (1995)
- Held der Russischen Föderation (2000)
- Verdienter Militärflieger der Russischen Föderation